# لوح ليفي

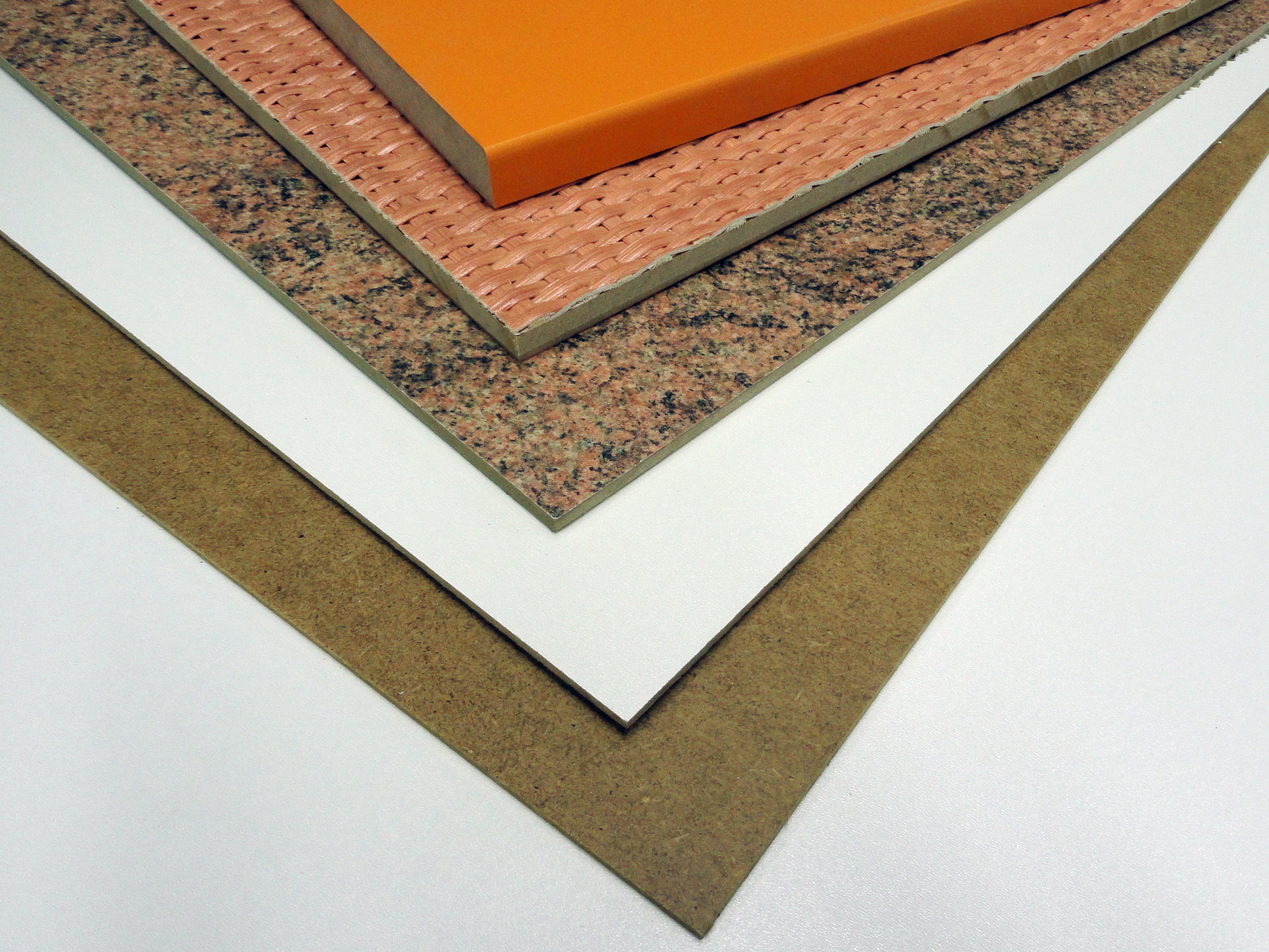

اللوح الليفي (بالإنجليزية: Fiberboard)‏، هو نوع من الأخشاب الصناعية مصنوعة من ألياف الخشب أو غيرها من المواد السليلوزية اللجنينة بتماسك أولي مستمدة من التلبيد بين الألياف وخصائص لاصقة كامنة، كما يمكن إضافة المواد الرابطة أو إضافة مواد أخرى خلال عملية التصنيع. اللوح الليفي شائع الاستخدام في صناعة عناصر الأثاث، الأرضية الخشبية، ألواح الأبواب، والحواجز.